# Homilien des Gregor von Nazianz

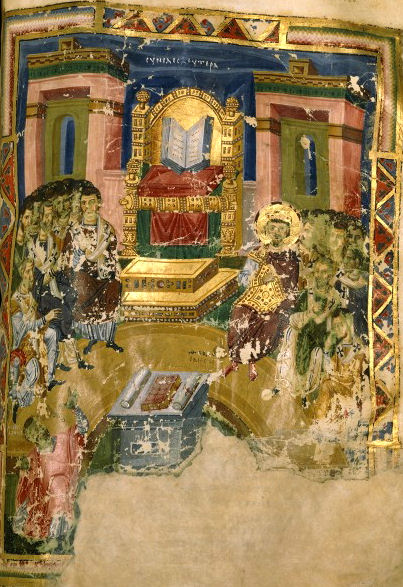
Gregor von Nazianz auf dem Ersten Konzil von Konstantinopel, MS. gr. 510, fol. 355^{v}

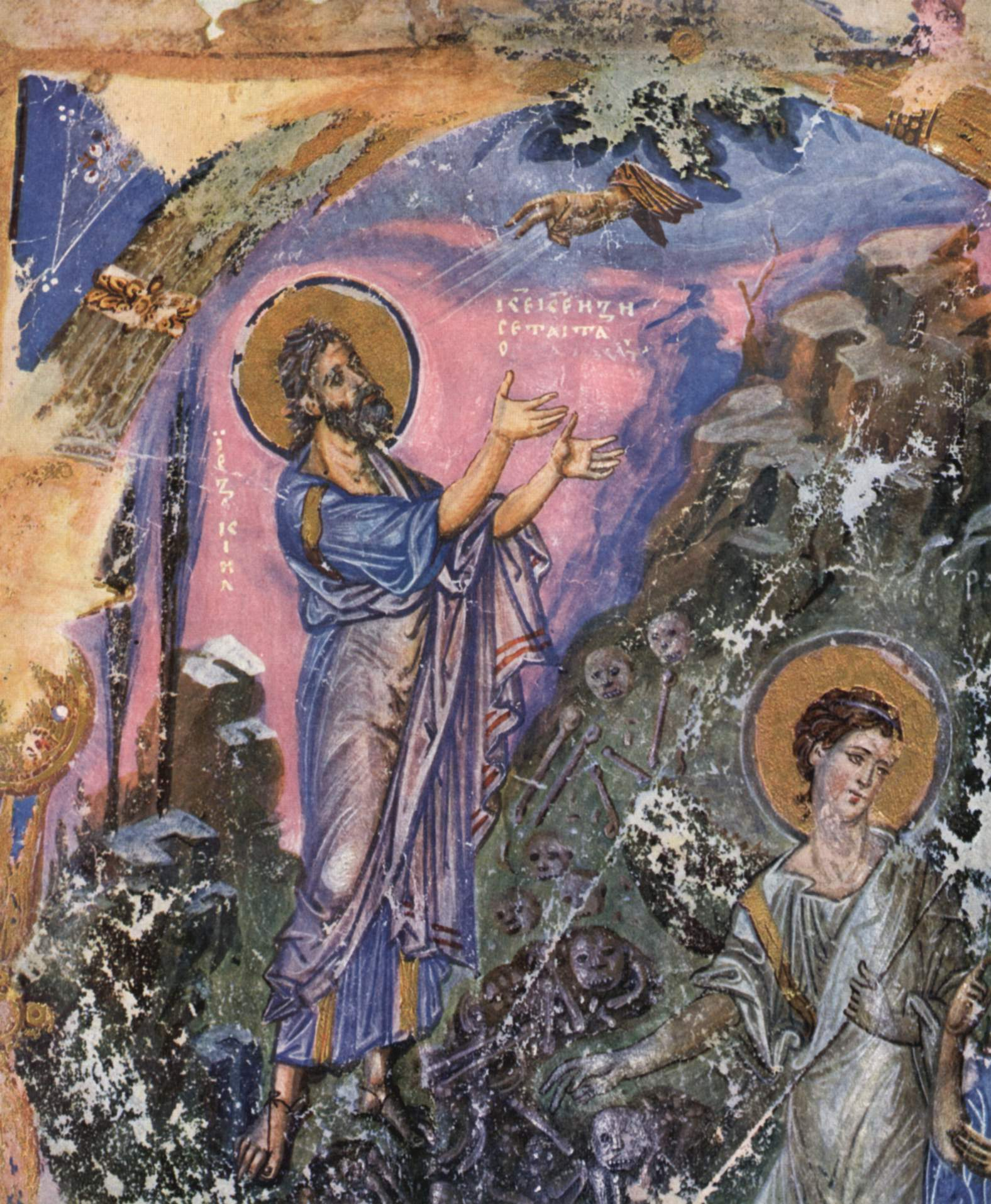
Vision des Ezechiel, MS. gr. 510, folio 438^{v}

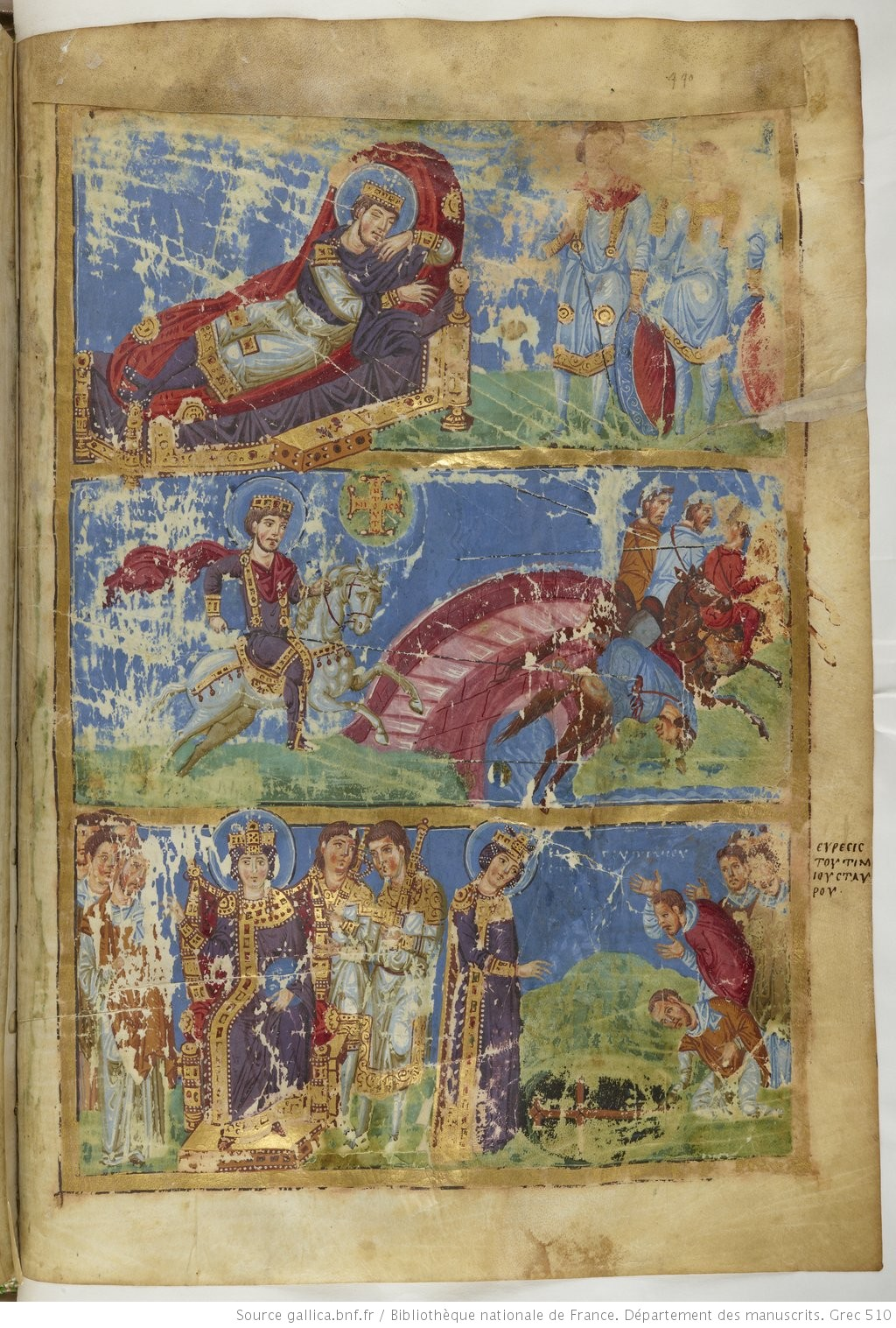
Vision Konstantins am Vorabend der Schlacht an der Milvischen Brücke, MS. gr. 510, fol. 440^{r}

Mit Homilien des Gregor von Nazianz (Paris, Bibliothèque Nationale, MS. gr. 510; auch The Paris Gregory) wird eine illuminierte byzantinische Handschrift mit  46 ganzseitigen Miniaturen aus dem 9. Jahrhundert bezeichnet. Die Prachthandschrift ist eines der Hauptdokumente der antikisierenden Buchmalerei aus der Zeit der Makedonischen Renaissance in der Byzantinischen Kunst. Sie wird in der Bibliothèque nationale de France in Paris aufbewahrt.

## Geschichte
Die Handschrift wurde in den Jahren 879 bis 882 in Konstantinopel für Kaiser Basileios I. geschaffen. Es ist sicher, dass das Manuskript unter der Schirmherrschaft des Patriarchen von Konstantinopel Photios entstand. Photios machte es Basileios zum Geschenk, um ihn zu unterhalten und zu belehren.
Die Homilien des kappadokischen Bischofs Gregor von Nazianz aus dem 4. Jahrhundert gehörten zu den wichtigsten und einflussreichsten religiösen Schriften im Byzantinischen Reich. Sie waren durch ihre Verwendung im Liturgischen Kalender in verschiedenen Abschriften weit verbreitet. Der Codex MS. gr. 510 beinhaltet den vollständigen Text der Predigten Gregors. Dies, aber vor allem die ganzseitigen Miniaturen machen das Manuskript zu einer der bedeutendsten mittelbyzantinischen Handschriften.

## Beschreibung
Der Zustand des Manuskripts ist so schlecht, dass jede Berührung Schäden hervorrufen würde. Die Forschung muss daher auf die vorhandenen Kopien zurückgreifen.
Das Manuskript ist aufwendig illuminiert. Es enthält 46 ganzseitige Miniaturen sowie gemalte Kopfleisten und Initialen und über tausend goldene Buchstaben. Es werden über 200 verschiedene Szenen gezeigt, darunter Porträts des Kaisers Basileios I. und seiner Familie, Bilder aus dem Leben des Gregor von Nazianz und anderer Heiliger und Märtyrer sowie Szenen, die die Manifestierung Gottes in der Welt thematisieren. Das Format vieler dieser Miniaturen ist ungewöhnlich. Während einige, so wie im Mittelalter üblich, die gesamte Seite ausfüllen und verschiedene Szenen in einem Rahmen zeigen, sind andere Seiten in verschiedene, gleich oder ungleich große Rahmen aufgeteilt. In einem Fall ist ein ovaler Rahmen in den normalen rechteckigen Rahmen eingesetzt worden (fol. 438v).
Die Buße Davids (2 Sam 12,1–24 ) ist eine von sechs Szenen, die auf fol. 143v dargestellt werden. Die Miniatur illustriert eine Predigt Gregors an das Volk von Nazianz und den Präfekten, deren Hauptthema die Vergebung ist. David, der Urija in den Tod schickte, wird gezeigt, wie er sich vor Natan niederwirft, während Bathseba das Geschehen  beobachtet. Photios stellte diese Szene in einen Zusammenhang mit der Ermordung von Kaiser Michael III., dem Vorgänger von Basileios I., den dieser, um die alleinige Herrschaft zu erlangen, am 24. September 867 durch seinen Vetter Asylaion im Schlaf töten ließ.
Andere Szenen beziehen sich auf die Salbung Davids (fol. 174v), Das Urteil des Königs Salomo (fol. 215v) und die Himmelfahrt des Propheten Elija
(fol. 264v).
Auf fol. 440r wird die Vision Konstantins am Vorabend der Schlacht an der Milvischen Brücke dargestellt.
Das Verhältnis des Textes der Predigten zu den Illuminationen war im 19. Jahrhundert umstritten. Vielfach wurde angenommen, dass eine Verbindung zwischen Text und Bild nicht existieren würde. Erst Sirarpie Der Nersessian konnte 1962 signifikante Zusammenhänge nachweisen. Viele Miniaturen sind jedoch eher als Kommentare zu den Texten der Predigten denn als Illustrationen zu verstehen.  Ms. gr. 510  „ist wohl das komplexeste und anspruchsvollste illustrierte Manuskript, das jemals in Byzanz hergestellt wurde“.